# Oscar Martel
Oscar Martel (* Februar 1848 in L’Assomption, Québec; † 1924 in Chicago, Vereinigte Staaten) war ein kanadischer Geiger, Musikpädagoge und Komponist.

## Leben
Martel hatte ab dem fünften Lebensjahr Violinunterricht bei seinem Großvater, dem Geiger und Geigenbauer Pierre Martel. Er besuchte bis 1865 das Collège seiner Heimatstadt und setzte dann bis 1869 seine Violinausbildung bei Jules Hone in Montreal fort. Zugleich gab er selbst Violinunterricht. Unter anderen studierte in dieser Zeit Alfred De Sève bei ihm.
Bei seinem ersten Studienaufenthalt 1869–70 in Europa studierte er am Königlichen Konservatorium Lüttich Violine bei Désiré Heynberg, Ovide Musin und César Thomson. An den Abenden spielte er Geige im Orchester des Théâtre royal. Auf seiner zweiten Europareise setzte er 1875 seine Ausbildung in Paris und Brüssel bei Jean-Delphin Alard, Henri Vieuxtemps und Hubert Léonard fort.
Nach seiner Rückkehr nach Kanada heiratete er 1876 die Gesangslehrerin Hortense Leduc-Fortin. 1878 reiste er zum dritten Mal nach Europa, wo er eine Stelle in der Gruppe der Ersten Geiger am Théâtre-Lyrique in Paris erhielt. Als Solist hatte er Auftritte u. a. in der Salle Érard und der Église de l’Immaculée-Conception. In Montreal gab er 1879 unter großem Beifall der Musikkritik zahlreiche Konzerte. Von Mitte 1879 bis Mitte 1880 veröffentlichte er Artikel in der Zeitschrift Le Courrier und unternahm eine Konzerttournee durch Kanada und Neuengland.
1896 wurde Martel Violinlehrer am von Edmond Hardy in Montreal gegründeten Konservatorium der Canadian Artistic Society. Neben anderen studierten hier Henri Arnoldi und Chambord Giguère bei ihm. 1905 wurde er der Leiter der Violinausbildung am Konservatorium von Chicago. Wegen eines Gaslecks starb er 1924 in seinem Apartment an einer Gasvergiftung.
Martel hinterließ einige Kompositionen für die Violine (u. a. Fantaisie de concert, Variations sur „Vive la Canadienne“, Concerto in A, Berceuse, Mazurka in memory of Wieniawski, Improvisations sur „Old Folks at Home“, Fantaisie sur des airs écossais) und Lieder, die sämtlich unveröffentlicht geblieben sind.